# 玛哈诺寺
玛哈纳帕兰寺，简称玛汉寺（英語：Wat Mahan），俗称玛哈诺寺，是位于泰国曼谷拍那空县的一座佛教寺庙。1884年，泰国第一所对外开放的公立学校在此寺成立。这座寺庙有一个不同寻常的传统，那就是信徒可以捐赠藤球，孩子们也可以在寺庙院内玩藤球。

## 历史
玛哈纳帕兰寺建于拉玛三世统治时期，由拉玛三世的儿子安诺普王子修建。寺庙于1850年开始修建，当时国王提供了80,000泰铢。然而，直到拉玛四世统治时期，新国王又提供了80,000泰铢，寺庙才完工。寺庙的名字带有“伟大的水之居所”的寓意。（指的是轮回之海，即生、死、重生的无尽循环。）
1884年，拉玛五世下令鼓励各寺庙为平民建立新学校，随后寺庙住持在玛哈纳帕兰寺建立了泰国第一所公立学校。这是泰国大众教育的新起点。后来，寺庙里竖立了拉玛五世的雕像，以纪念学校成立一百周年。
自1949年起，该寺庙及其内部物品已被列入国家历史遗迹名单。

## 图集

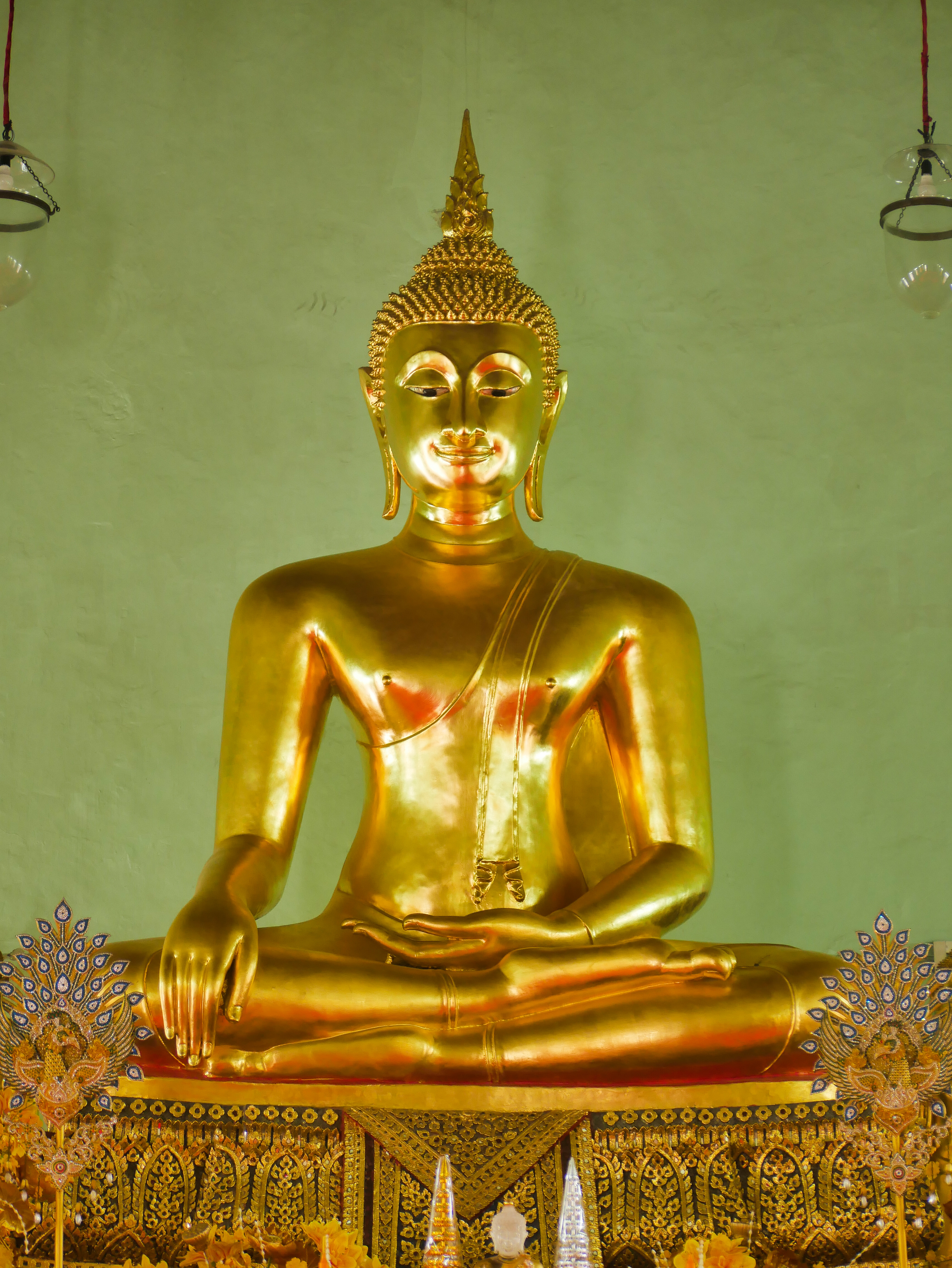
主要佛像
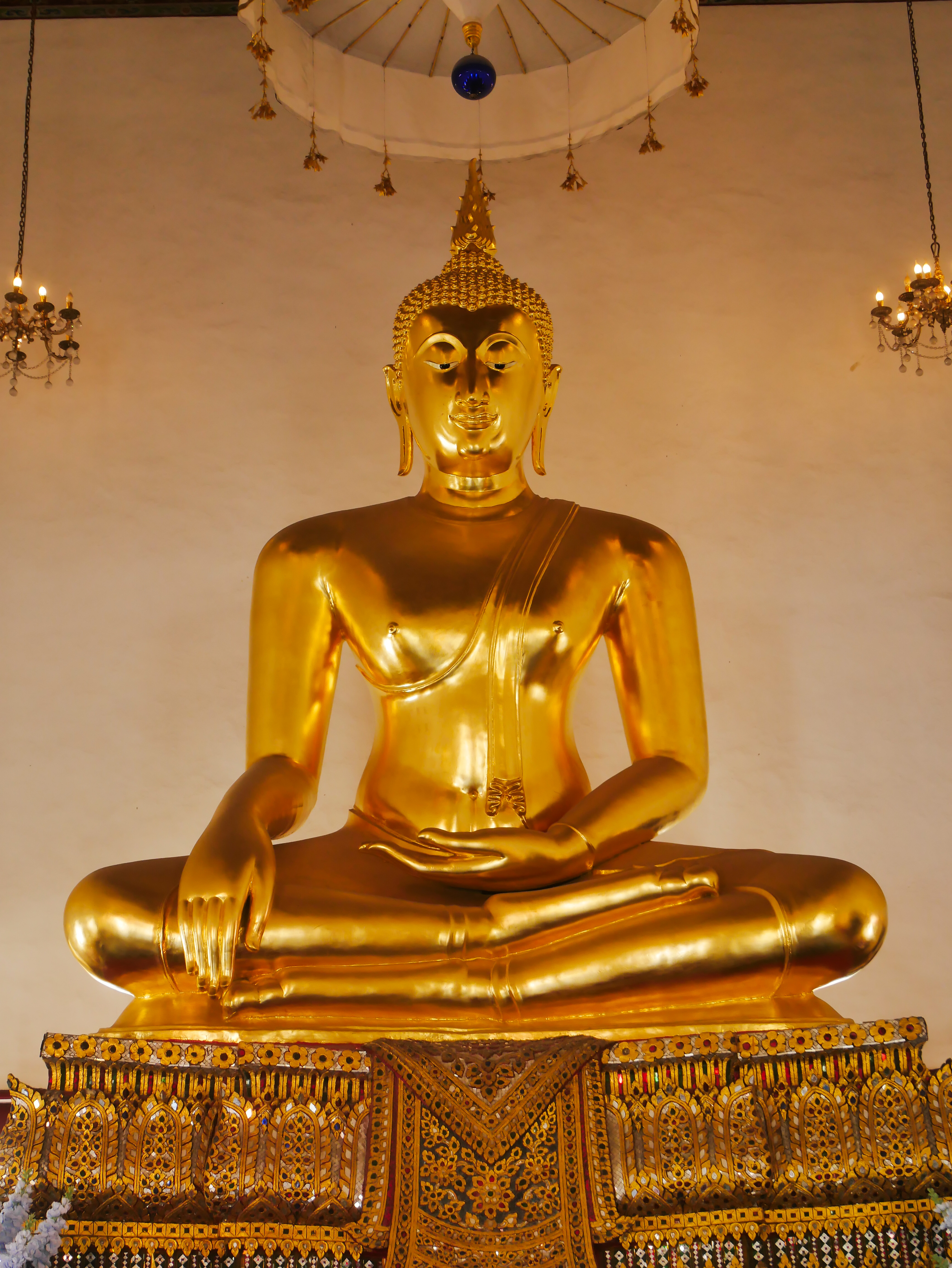
黄金佛
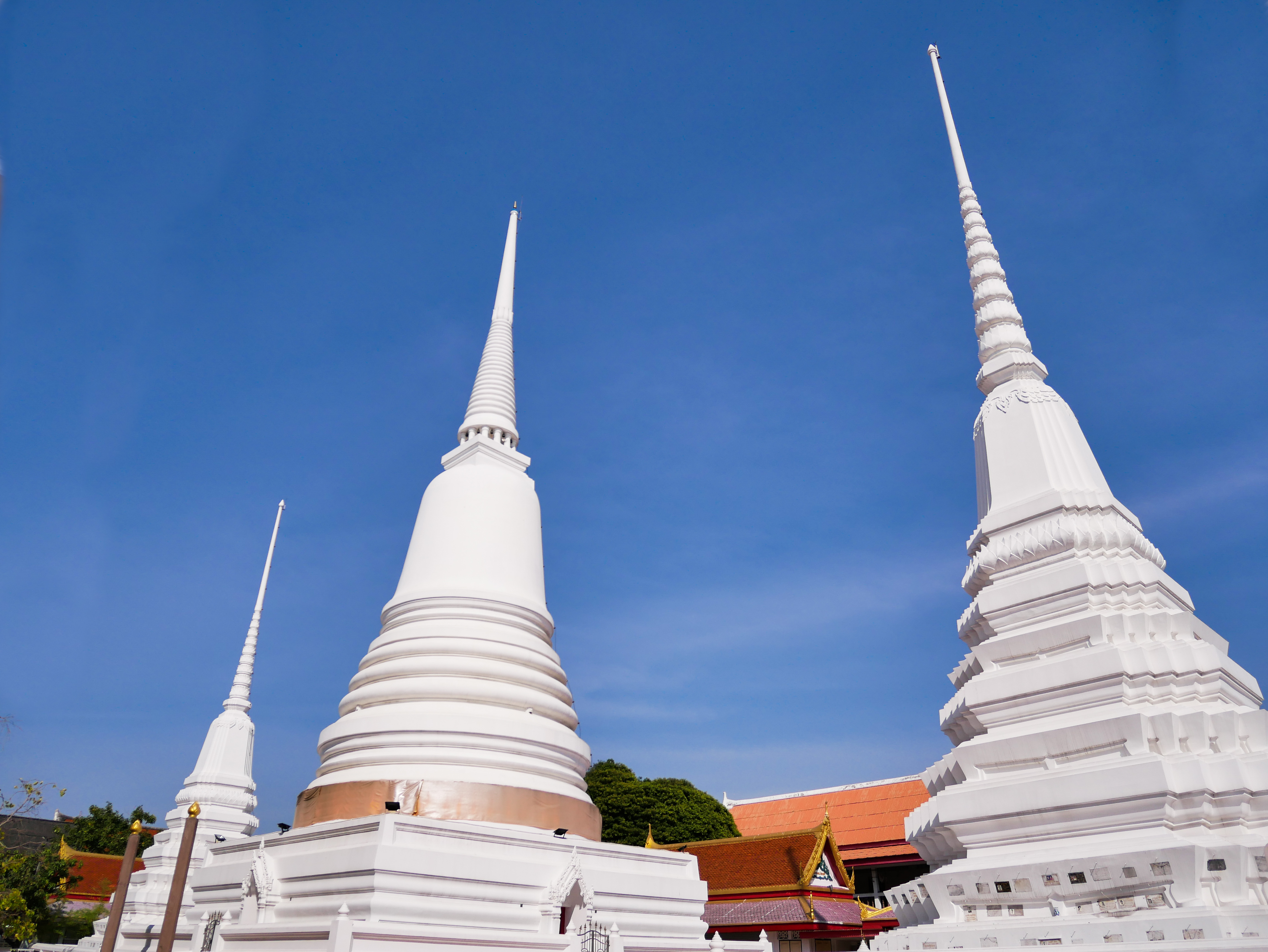
宝塔
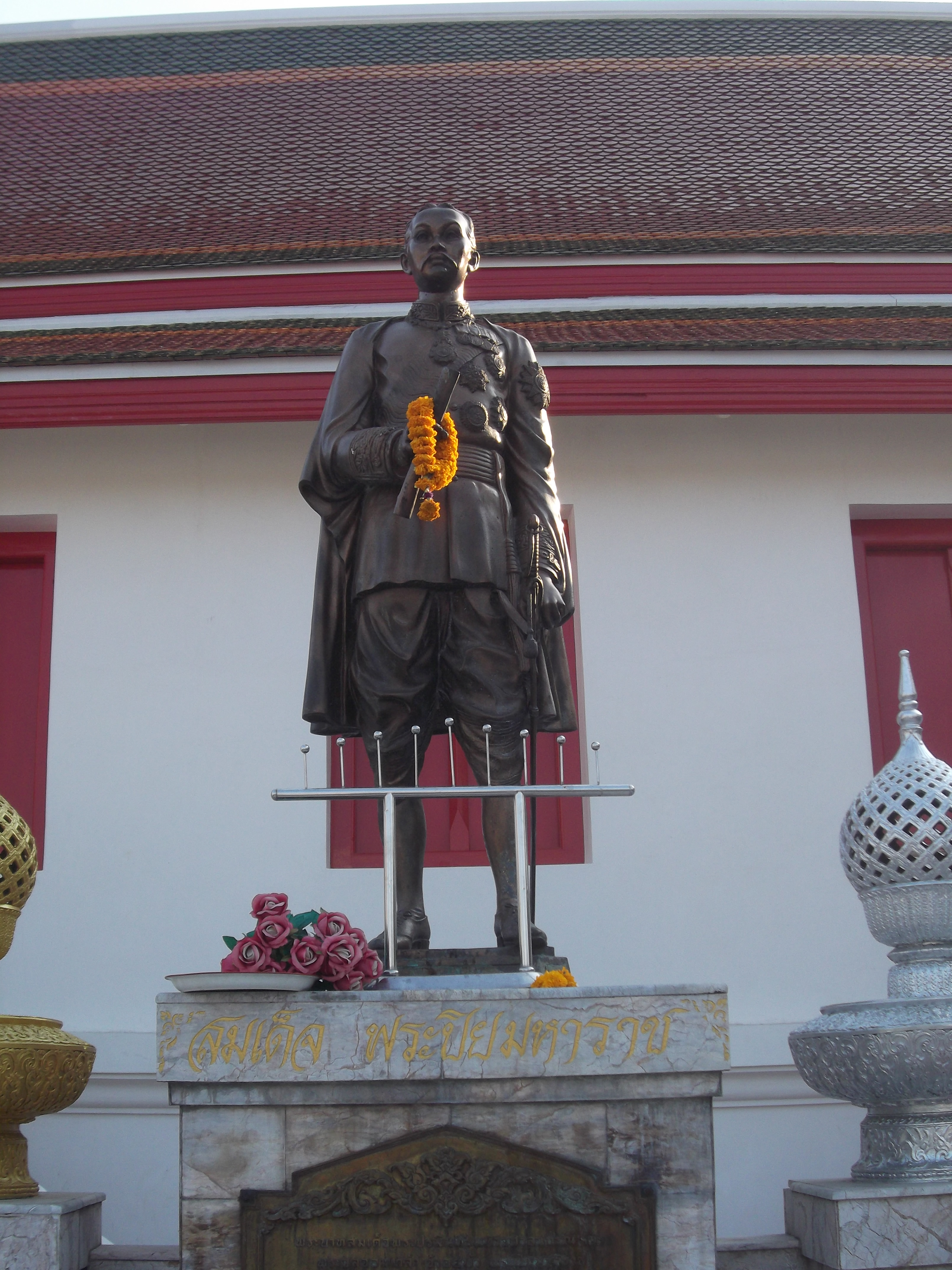
拉玛五世国王雕像